# Muerte térmica del universo
La muerte térmica (también muerte entrópica) es uno de los posibles estados finales del universo, en el que no hay energía libre para crear y mantener la vida y otros procesos. En términos físicos, el universo habrá alcanzado la máxima entropía.

## Origen de la hipótesis

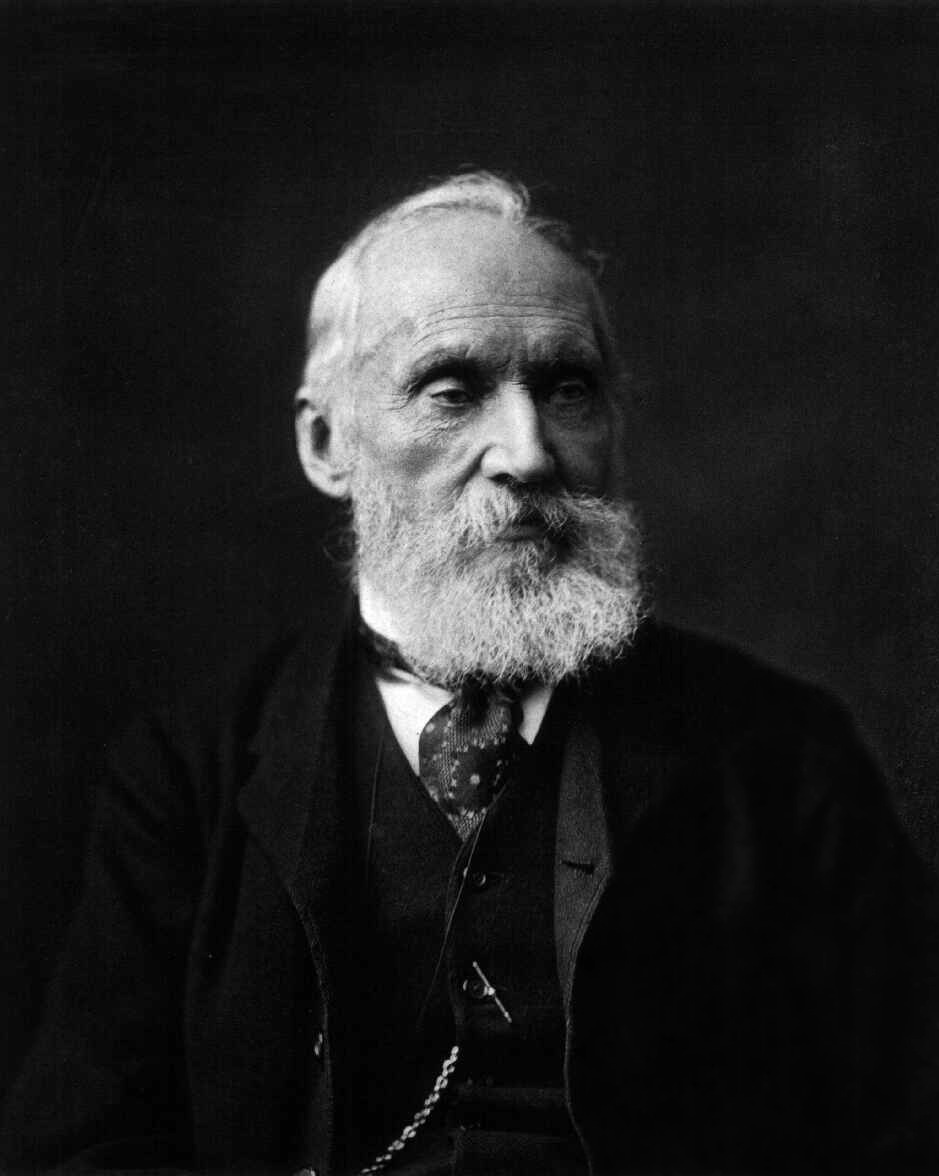
William Thomson, Lord Kelvin

La hipótesis de la muerte térmica se fundamenta en la segunda ley de la termodinámica, que dice que en un sistema aislado, la entropía tiende a aumentar.
Si el universo perdura durante el tiempo suficiente, llegará asintóticamente a un estado en el que la energía se distribuiría uniformemente y al no haber gradientes de calor ya no sería posible la última de las posibles formas de transformarla.
La idea fue propuesta inicialmente  por William Thomson, Lord Kelvin, quien en 1851 teorizó acerca de las consecuencias de la pérdida de calor de Sadi Carnot en 1824 y Rudolf Clausius en 1865, pero fue Hermann von Helmholtz quien desarrolló la idea de la muerte térmica más tarde.
En 1862, William Thomson publicó "Sobre la edad del calor del sol", un artículo donde reafirmó su creencia fundamental en la indestructibilidad de la energía y la difusión del calor, Thomson escribió:
 El resultado sería inevitablemente un estado de descanso y muerte universal, si el universo es finito y está obligado a obedecer las leyes existentes. Pero es imposible concebir un límite a la extensión de la materia en el universo; y así la ciencia volvió más bien hacia una progresión sin fin, en un espacio sin fin, aquellas actuaciones que resulten de la transformación de la energía potencial en movimiento palpable y por lo tanto en calor, en lugar de un único mecanismo finito, funcionaría como un reloj que parara por siempre. 

## Teorías cosmológicas
Las probables consecuencias de este fenómeno son tres, si el universo no es parte de un multiverso que afecte de alguna manera:
1. Big Crunch: La energía oscura se terminará y la gravedad dejará que todos los cuerpos celestes vayan acercándose más y más hasta que formen una sola masa celestial, convirtiendo el universo en una especie de bola de fuego, y así podría haber una nueva singularidad inicial creando después un nuevo Big Bang cómo el que le dio  origen al universo actual.

1. Big Rip: Todos los cuerpos celestes se consumirán indefinidamente hasta que todos los sistemas de estrellas ya no existan, y el tejido del espacio-tiempo se "rasga".

1. Alternativa: El universo seguirá siendo un lugar oscuro y frío, sin la energía ni materia suficiente para realizar procesos ni trabajo útil.

Nota: Se presume que el universo podría haber conseguido algunas fluctuaciones cuánticas generando un nuevo Big Bang creando un nuevo universo idéntico o muy similar al actual dentro de 10101056 años, de acuerdo con los físicos Sean M. Carroll y Jennifer Chen. Después de un período de tiempo infinito, podría haber un teorema de recurrencia de Poincaré o fluctuaciones térmicas. Sin embargo, este escenario se ha discutido como altamente especulativo, probablemente erróneo e inestable. Sean M. Carroll, uno de los físicos detrás de la idea, ya no la apoya.

## Temperatura del universo (muerte caliente vs muerte fría)
La "muerte caliente" del universo se da cuando este alcanza un estado de máxima entropía. Esto aparece cuando toda la energía se ha movido a lugares de menor energía, y todo el universo se encuentra en equilibrio térmico. Una vez esto ha sucedido, cesa el flujo de energía.
Este concepto es muy diferente al comúnmente referido como "muerte fría". La "muerte fría" del universo se da cuando este continúa expandiéndose por siempre. Debido a esta expansión, el universo se enfría cada vez más y, finalmente, se vuelve incapaz de albergar vida alguna. 
El concepto contrario a la "muerte fría" del universo o "Big Rip" no es el de la "muerte caliente", sino el del "Big Crunch". El "Big Crunch" se da cuando el universo posee tanta densidad de materia que vuelve a contraerse sobre sí mismo hasta reducirse a un punto. Debido a esta contracción, el universo se calienta cada vez más y, finalmente, también se vuelve incapaz de albergar vida alguna.